# Dewoitine D.520
Il Dewoitine D.520 fu uno degli ultimi caccia francesi ad entrare in linea nell'Armée de l'Air poco prima dell'inizio della seconda guerra mondiale. Monoplano ad ala bassa, struttura della cellula in tubolari metallici, motore in linea raffreddato a liquido, di concezione moderna, era considerato il miglior caccia francese del conflitto. Era più lento del tedesco Bf 109E, ma superiore in manovrabilità. Ma, a causa della decisione dell'Armée de l'Air  di dare la priorità di produzione al Morane-Saulnier M.S.406, quando fu firmato l'armistizio con la Germania solo 437 esemplari erano stati completati. Ne furono costruiti, in tutto, 905 esemplari, anche durante l'occupazione tedesca. Fu utilizzato anche dalla Luftwaffe, oltre che dalla Regia Aeronautica (60 esemplari nel 1942-43), dalle aviazioni bulgara (120 aerei dal 1943) e rumena e da reparti della Francia Libera. Apprezzato da molti per l'armonia delle sue forme, secondo il noto pilota collaudatore Capt. Eric Brown, CBE, DSC, AFC, RN, Chief Naval Test Pilot a RAE Farnborough, nel 1944-1949, e C.O. Captured Enemy Aircraft Flight nel 1947-1949, alla sua linea elegante non corrispondeva una simile condotta di volo. “Era un bell'apparecchio, ma non volava in un bel modo. E mi dissero che, una volta atterrato, non avrei dovuto lasciare i comandi finché non fossi rientrato nell'hangar e avessi spento il motore. Potevi rullare tranquillamente verso l'hangar e rilassarti quando di colpo si girava ad angolo retto.”

## Storia

### Sviluppo
Nonostante la necessità di sostituire il D.510 fosse riconosciuta addirittura dal 1934, la progettazione concreta del caccia di nuova generazione partì soltanto con considerevole ritardo e non fu prima del 1936 che il requisito venne posto ufficialmente.
Nel 1936, gli impianti della Dewoitine furono nazionalizzati e assorbiti dalla SNCA du Midi. Nello stesso anno fu concepito il progetto del D.520.
Il nuovo caccia derivava direttamente dai precedenti modelli della serie 500. Pur essendo di dimensioni ridotte, si cercò di installare un motore da 1.300 hp, ma non si riuscì a trovarne uno adatto. La cabina di pilotaggio del primo prototipo era di tipo aperto, mentre il secondo aveva ancora il parabrezza monoblocco ricurvo, il pattino d'atterraggio in luogo del ruotino e due mitragliatrici a tamburo, soluzioni che sarebbero state adottate anche sulle prime macchine prodotte.
Il D.520, prodotto da quella che all'epoca era la più importante ditta di produzione di aerei da caccia francesi, volò nel 1938, ma ormai i tempi per introdurlo in servizio in quantitativi adeguati erano troppo stretti. Il caccia dell'ingegner Robert Castello era inizialmente dotato di un motore Hispano-Suiza da 890 cavalli e aveva un'elica bipala in legno a passo fisso.
Il velivolo aveva ipersostentatori sul bordo d'attacco che, per quanto avanzati tecnicamente, vennero giudicati superflui e quindi abbandonati.
Le prese d'aria del radiatore, annegate nel bordo alare, vennero tolte in quanto riducevano la velocità a 490 km/h anziché migliorare la finezza aerodinamica. La soluzione venne trovata con l'adozione di un radiatore ventrale, mentre i tubi di scappamento vennero meglio sagomati per sfruttare appieno la spinta aggiuntiva dei gas (ciò che da solo fece raggiungere circa 15 km/h in più). Il risultato fu talmente buono che in una picchiata un pilota collaudatore registrò 825 km/h, uno dei migliori valori ottenuti dalle macchine del periodo prebellico.
Al CEMA, il reparto sperimentale di Villacoublay, i prototipi della macchina completarono con successo le prove, ma i primi esemplari uscirono ancora con la vecchia motorizzazione e due mitragliatrici da 7,5 mm e vennero seguiti dai D.520 di serie, con le armi e i motori definitivi.

### Impiego operativo
Nel maggio 1940, durante la Battaglia di Francia, vennero consegnati 101 esemplari. La prima formazione ad entrare in azione con il nuovo caccia fu il Groupe de Chasse GC I/3, seguita negli ultimi giorni di maggio dal GC II/3 e quindi, prima della resa, dai GCIII/3, GC III/6 e dal GC II/7.

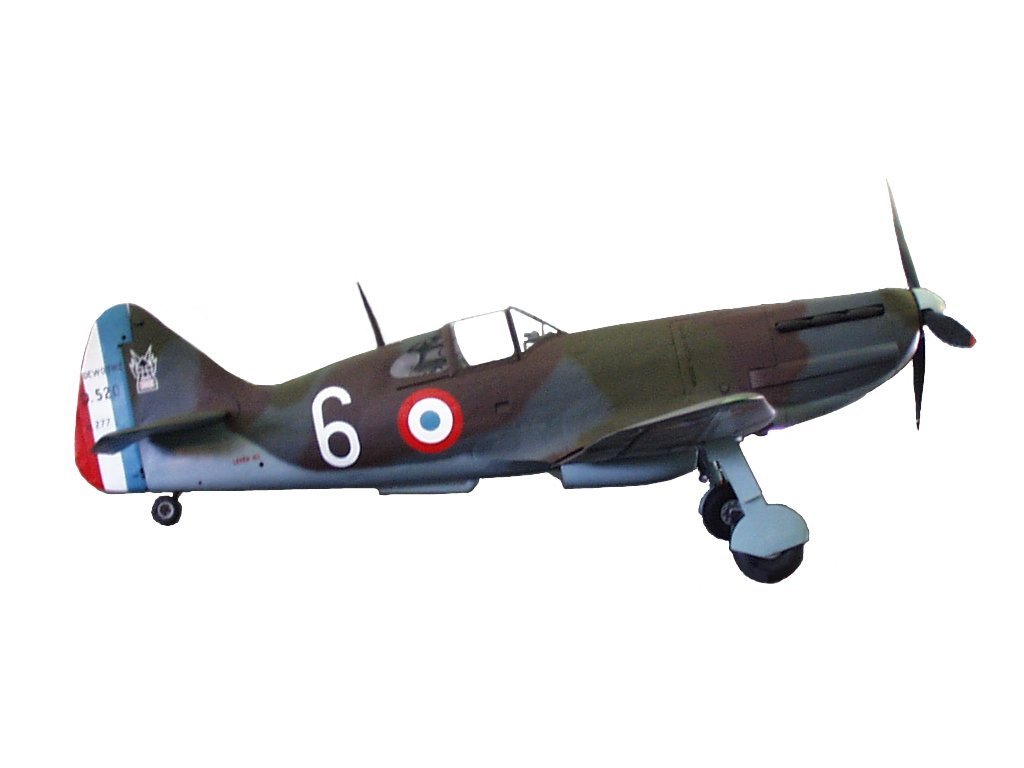
L'elegante linea dell'aereo esposto al Bourget

A questi gruppi furono attribuite 147 vittorie con la perdita di 85 caccia e di 44 piloti.
Secondo altri autori, il bilancio fu di 77 vittorie a fronte di 43 perdite in combattimento.
Successivamente, il governo di Vichy riprese la costruzione del D.520 e ne produsse in tutto 740. La Luftwaffe nel 1942 requisì 411 esemplari, cedendone molti all'Italia, alla Bulgaria e alla Romania. 
Nel 1944, in seguito, sotto la guida di Doret, venne riformato il GC I/8 che, cancellate le insegne tedesche, entrò in azione contro le ultime sacche di resistenza nella Francia del Sud.
Contro l'Italia, il D.520 combatté soprattutto il 15 giugno 1940, quando poche di queste macchine abbatterono due Fiat B.R.20 e tre C.R.42, apparentemente senza perdite anche se, presumibilmente, il bottino fu più consistente: il solo asso Pierre Le Gloan, in forza al Gruppo Caccia III/6, rivendicò (e ottenne conferma) 2 B.R. 20 il 13 giugno 1940 e ben 5 apparecchi (4 C.R. 42 e 1 B.R. 20, le prime due in collaborazione con il capitano Assolant), in un'unica missione il 15 giugno, mentre difendeva il dipartimento del Var e la zona di Tolone. In questa circostanza i francesi rivendicaro l'abbattimento di 6 B.R. 20. Dopo poche settimane invece combatterono contro gli inglesi in Nord Africa, specie quando si scontrarono con gli aerei della portaerei Ark Royal, durante le drammatiche giornate successive all'armistizio. Ancora battaglie contro gli ex-alleati, stavolta, l'anno dopo in Siria, occupata dalle truppe alleate; i D.520 contrastarono gli Hawker Hurricane e i Curtiss P-40. Infine la battaglia successiva li vide in gran numero contrastare lo sbarco in Algeria dell'Operazione Torch.
In tutti questi scontri i D.520 cominciarono a dimostrarsi inferiori rispetto ai loro opponenti, non tanto per obsolescenza tecnica ma perché gli avversari erano meglio preparati a causa del costante impegno bellico; i francesi non ottennero così sufficienti risultati operativi, mentre le perdite in aria e a terra furono pesanti.
Venne consegnato anche ad altre aviazioni minori dell'Asse, come quella croata.

## In servizio con la Regia Aeronautica
Circa sessanta di questi aerei vennero impiegati in combattimento dalla Regia Aeronautica. I piloti italiani apprezzarono soprattutto il cannoncino da 20 millimetri Hispano-Suiza e - almeno nel 1941 - le prestazioni e il comportamento in volo. I primi tre Dewoitine vennero assegnati al 2º Stormo, basato sull'aeroporto di Torino-Caselle, dove vennero impiegati per la difesa della regione aerea del capoluogo piemontese.
Altri D.520 vennero catturati a Montélimar, Orange, Istres, Aix-en-Provence. Vennero dapprima trasferiti sull'aeroporto di Villanova d'Albenga dove furono assegnati provvisoriamente all'8º Gruppo del 2º Stormo e presi in consegna dalla locale SRAM, che poi provvedeva a smistarli ai vari reparti. L'8 febbraio 1943 su questo aeroporto c'erano dieci Dewoitine, ma il 25 dello stesso mese, quattro venivano assegnati al 22º Gruppo, basato su Napoli Capodichino.
All'inizio del 1943, si rese disponibile una buona quantità di questi aerei. L'asso Luigi Gorrini fu uno dei piloti che ebbe il compito di trasferire i D.520 "preda di guerra" in Italia per il previsto utilizzo "in difesa della patria". Gorrini ricordava di avere trasportato diverse dozzine di questi velivoli da vari aeroporti francesi o dalla fabbrica di Tolosa. Per il sergente maggiore pilota del 3º Stormo, il 520 era "una buona macchina, anche se non ottima", inferiore al Macchi M.C.200, tranne che per la presenza del cannoncino Hispano-Suiza HS 404 da 20mm. Il 21 maggio 1943, la Regia Aeronautica e la Luftwaffe si accordarono per scambiare una partita di 39 aerei Lioré-et-Olivier Le.0.451, catturati da nostre truppe nella fabbrica SNCASE di Ambérieu (Lione), con uno stock di 30 D.520. In seguito, nella primavera-estate 1943, i Dewoitine vennero usati dal 161° Gruppo Autonomo, schierato in sud Italia con la 163ª Squadriglia a Grottaglie, la 162ª Squadriglia a Crotone e la 164ª a Reggio Calabria.
Il 31 luglio 1943, la Regia Aeronautica aveva ancora in carico 47 Dewoitine.
Dopo l'armistizio, tre D.520, in precedenza in servizio con il 24º Gruppo (XXIV Gruppo), vengono impiegati dall'aeronautica della Repubblica Sociale Italiana per addestramento.

## Descrizione tecnica

### Struttura
Il caccia francese aveva una struttura a semiguscio, interamente metallica ad esclusione del rivestimento delle superfici di controllo, e una progettazione interamente convenzionale. Aveva molte buone qualità che non mancarono di essere notate anche all'estero.
La fusoliera aveva sezione ovale allungata, ma era molto compromessa anteriormente dallo spazio necessario al motore, lungo e pesante, mentre dietro l'abitacolo era estremamente corta, terminando infine nei piani di coda di generose dimensioni.
L'ala era a struttura monolongherone. Il carrello era a carreggiata larga che si imperniava dentro le semiali interne e, ancora più all'interno, serbatoi da 120 litri, circa il doppio di quanto sarebbe stato consigliabile per non causare problemi di centraggio a pieno carico. La grande capacità di questi serbatoi alari provocava infatti uno scompenso nelle distribuzioni delle masse quando erano pieni, tale da ridurre la maneggevolezza in maniera molto marcata, e spesso essi venivano lasciati vuoti.
Lo stesso vale d'altra parte anche per macchine successive quali il P-51 e Su-27 e come per queste, il vantaggio principale di tanta abbondanza consisteva nel far giungere teoricamente il caccia in zona di combattimento con una riserva di carburante tale da non dover temere di restare a secco prima del rientro alla base di partenza.
Contrariamente alla norma di quei tempi, il problema del D.520 era talvolta quello di avere troppa benzina a bordo, piuttosto che essere limitato da un'autonomia troppo ridotta.
Il resto della dotazione di carburante era contenuto in un grande serbatoio dietro l'abitacolo, di tipo autostagnante, da 396 litri, con i quali sarebbe stato possibile a pieno carico raggiungere i 636 litri complessivi, oltre il 50% in più rispetto al Messerschmitt Bf 109.

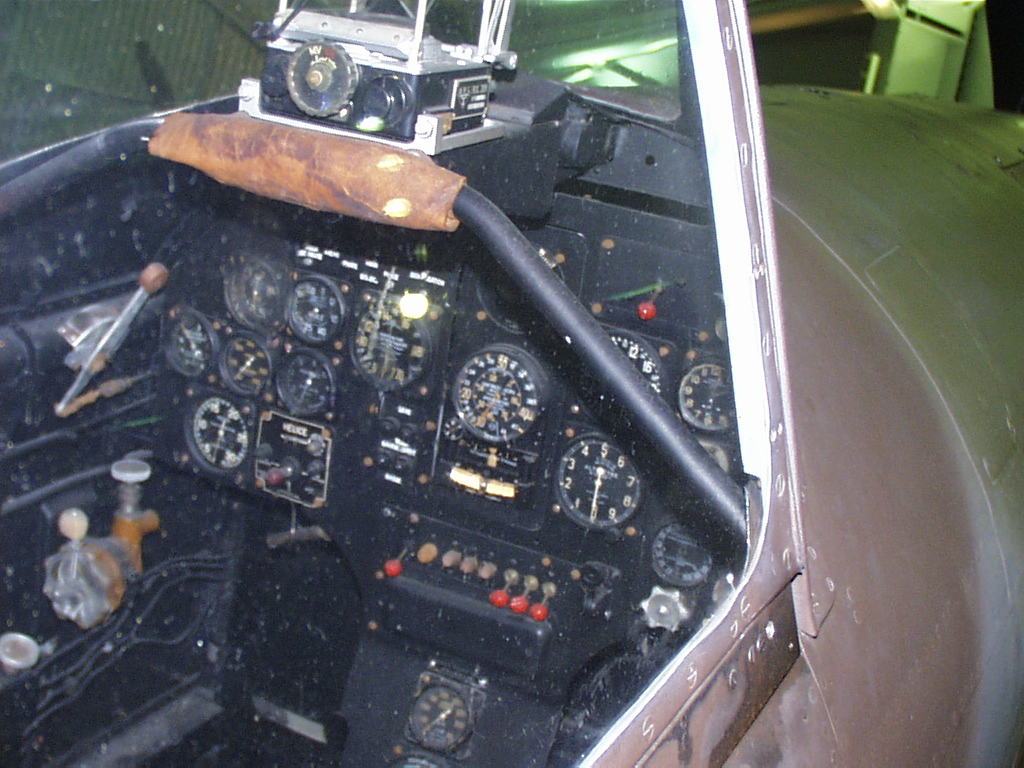
Pannello strumenti, molto complesso e completo per un tale piccolo caccia monoposto: sulla sommità si intravede il mirino a riflessione

Il pilota aveva a disposizione una buona impiantistica, a esclusione dell'affidabilità di certi componenti quali il carrello, non ancora totalmente adeguata alle esigenze.
In dettaglio, erano presenti un impianto ricetrasmittente, un sistema di erogazione dell'ossigeno, un sistema di estrazione del carrello idraulico e un quadro dei comandi presenti a bordo molto razionale e completo, nonostante la ristrettezza dello spazio a disposizione.

### Motore
Il motore aveva raffreddamento a liquido con un radiatore sistemato sotto la fusoliera, compressore per le alte quote e un sistema di lubrificazione costituito da un serbatoio da ben 58 litri, anche se il pieno normale era di 45. La cilindrata era di 36 litri e il peso di 471 chili a secco, evidenza di  un peso ridotto e di una cilindrata elevata con il risultato che, se il rapporto potenza-peso si poteva considerare adeguato, il rapporto potenza-cilindrata non lo era. In altri termini, anche se il motore Hispano-Suiza 12Y era molto più leggero del Rolls-Royce Merlin XII ed aveva un migliore rapporto potenza-peso, il potenziale di crescita non era adeguato per le esigenze future a differenza del Merlin che non era l'ultimo rappresentante della vecchia generazione di motori ma il capostipite della nuova e poté sviluppare poi potenze ben maggiori, anche grazie alla capacità di sopportare sollecitazioni meccaniche ben più consistenti (ad esempio la velocità dei pistoni era circa il doppio del motore francese).
Il sistema d'alimentazione era a iniezione meccanica. Il cofano motore conteneva anche un sistema di estinzione incendio con una bombola azionabile dal pilota grazie all'allarme antincendio presente sul pannello degli strumenti.
Il motore era sistemato direttamente sul telaio della fusoliera senza interposizione di parti plastiche, a conferma della grande rigidità e semplicità della struttura. A parte questo, la potenza erogata veniva utilizzata dall'elica che poteva essere sia a passo variabile elettricamente che pneumaticamente, comunque tripala metallica di ridotto diametro.

### Armamento
L'armamento era costituito da quattro mitragliatrici MAC 1934 da 7,5 × 54 mm MAS con 2.700 colpi, più di tutte le munizioni disponibili per un caccia inglese armato col doppio di tali mitragliatrici leggere, in quanto evidentemente in quel caso si cercava il volume di fuoco istantaneo piuttosto che l'autonomia di tiro. C'era anche e soprattutto un cannone Hispano-Suiza HS.404 da 20 × 110 mm sparante attraverso il mozzo dell'elica, di nuova concezione e di grande potenza, a riarmo pneumatico (come le mitragliatrici) ma dotato solo di 60 colpi, per un totale di 6 secondi di fuoco contro i 30-40 delle armi alari. Erano presenti punti d'aggancio anche per artifizi illuminanti, utilizzati per la caccia notturna.

## Versioni
La macchina era concepita per impiegare motori di potenza elevata, come i modelli da 1.100-1.300 cavalli, ma al momento dell'approntamento della fusoliera non c'era disponibilità di questi propulsori e il velivolo entrò in produzione con il motore da 900 cavalli originariamente previsto.
Tra i modelli studiati per migliorare le capacità belliche ci sono il D.524 e il D.550; quest'ultimo era solo una macchina da record e montava il motore Rolls-Royce Merlin, ma non ne mancarono versioni militari, nessuna concretizzata.
Il primo era invece una versione decisamente migliore del modello originario, con un nuovo Hispano-Suiza da 1.200 cavalli, che non fece peraltro in tempo ad essere realizzato.
L'unico derivato che volò effettivamente divenne pertanto il D.521, con il Merlin e due cannoni da 20 mm nelle ali; ma il centro di gravità, per i motivi di differenza peso summenzionati tra i 2 propulsori, venne spostato in maniera inaccettabile.

## Utilizzatori
Bulgaria
- Vazhdushnite na Negovo Velichestvo Voiski

 Croazia
- Kroatische Luftwaffen Legion

 Francia
- Armée de l'air

 Francia di Vichy
- Armée de l'air de l'armistice

 Germania
- Luftwaffe

 Italia
- Regia Aeronautica

 Romania
- Forțele Aeriene Regale ale României